# 漢德斯利山
77°56′11″S 161°36′11″E / 77.93639°S 161.60306°E
漢德斯利山是南極洲的山峰，位於維多利亞地的諾布赫德山，以羅伯特·斯科特率領的英國探險隊隊員命名，現時由南極條約體系管理。